# Marie Versini

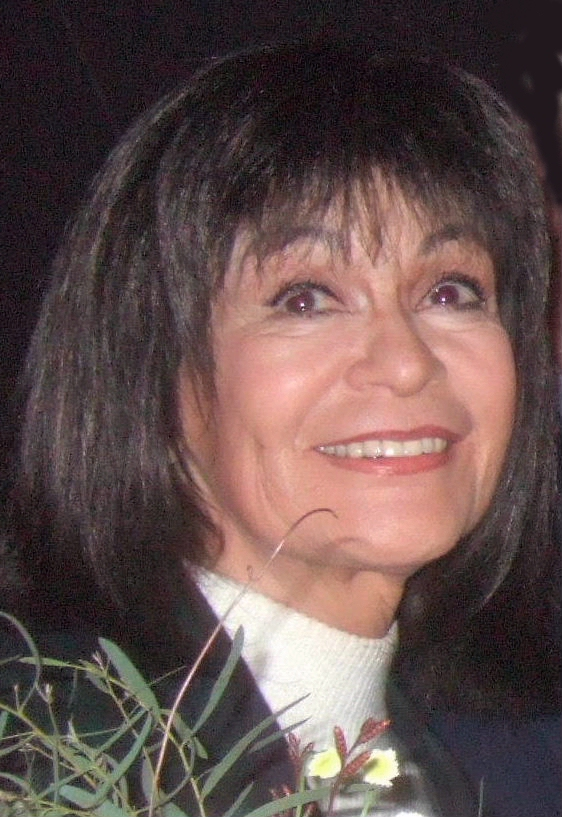
Marie Versini (2010)

Marie Versini (* 10. August 1939 oder 1940 in Paris; † 22. November 2021 in Guingamp) war eine französische Schauspielerin, die in den 1960er-Jahren vor allem durch ihre Mitwirkung an den Karl-May-Verfilmungen bekannt wurde.

## Leben
Marie Versini wurde am Conservatoire national supérieur d’art dramatique ausgebildet und begann ihre Karriere mit 17 Jahren als jüngstes Mitglied der Comédie-Française und spielte am Theater u. a. unter der Regie von Jean Meyer.
Berühmt wurde sie 1963 in Harald Reinls Winnetou 1. Teil als Nscho-tschi, die Schwester von Winnetou (gespielt von Pierre Brice). Sie spielte noch in vier weiteren Karl-May-Filmen mit: in Der Schut (1964), Durchs wilde Kurdistan (1965), Im Reiche des silbernen Löwen (1965) und in Winnetou und sein Freund Old Firehand (1966) (da noch einmal als Nscho-tschi).
Weitere Rollen hatte Versini in den Abenteuerfilmen Im Tempel des weißen Elefanten (1963) und Die 13 Sklavinnen des Dr. Fu Man Chu (1966). Von der Kritik besser bewertet wurde der Film Kennwort: Reiher (1964). Aufsehen erregte in Frankreich 1969 Le songe d’une nuit d’été, eine Fernsehadaptation von William Shakespeares Sommernachtstraum in der Inszenierung von Jean-Christophe Averty, in der sie als Hippolyta auftrat. Der Film lief 1971 in Deutschland als Ein Sommernachtstraum.
In Frankreich unter anderem als Claire Morandat in Brennt Paris? bekannt, arbeitete Marie Versini häufig in Deutschland. Bis in die 1980er Jahre hinein wirkte sie an Fernsehproduktionen mit, so in der Serie Sergeant Berry (1973/1974), in Tante Emma (1980) und in Die schöne Wilhelmine (1985). Zu Weihnachten 2016 sah man Versini nach langer Abwesenheit in einer kleinen Gastrolle – sie spielte eine ältere Dame, die sich mit Karl May über die Gefahren einer Reise ins Indianerland unterhält – im ersten Teil der RTL-Fernsehneuverfilmung von Winnetou.
1974 heiratete Versini den Schriftsteller und Regisseur Pierre Viallet, in dessen Filmen sie verschiedentlich mitspielte, so 2010 in Hommage an Robert Schumann. Mit ihrem Mann verbrachte Marie Versini ihr Leben zumeist auf der Atlantikinsel Ré, zeitweise auch in Paris. Pierre Viallet starb am 15. April 2013. Marie Versini erlag am 22. November 2021 in Guingamp einer langen, schweren Krankheit.
Zusammen mit Viallet hat Versini zwei Romane geschrieben, Rätsel um N. T. (2008) und N. T. geht zum Film (2009), außerdem das Buch Puck, eine Hündin erzählt (2012).

## Auszeichnungen

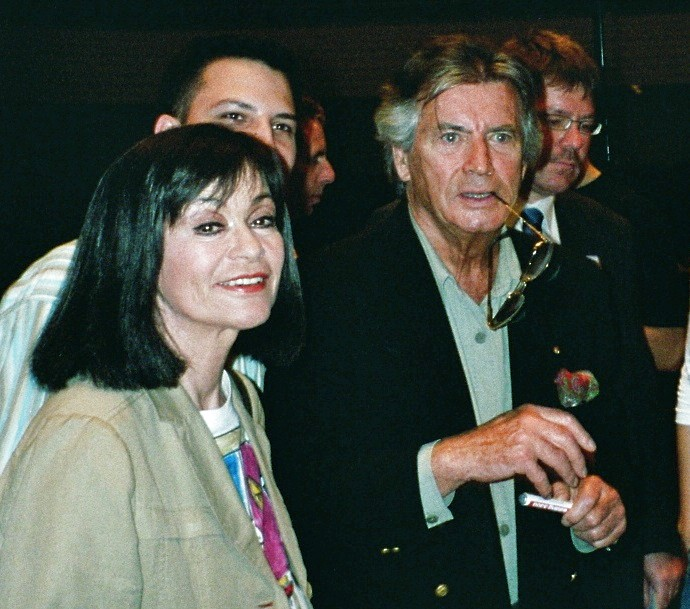
Marie Versini mit Pierre Brice (2005 in Luzern)

- 1965, 1966, 1967 und 1968 Goldener Bravo Otto
- 1969 Silberner Bravo Otto
- 1970 Bronzener Bravo Otto

## Filmografie (Auswahl)
- 1958: Zwei Städte (A Tale of Two Cities)
- 1960: Il peccato degli anni verdi
- 1962: Das schwarz-weiß-rote Himmelbett
- 1963: Winnetou 1. Teil
- 1964: Im Tempel des weißen Elefanten (Sandok, il Maciste della giungla)
- 1964: Kennwort: Reiher
- 1964: Der Schut
- 1964: 2 × 2 im Himmelbett (Halløj i himmelsengen)
- 1965: Ferien mit Piroschka
- 1965: Durchs wilde Kurdistan
- 1965: Im Reiche des silbernen Löwen
- 1966: Brennt Paris? (Paris brûle-t-il?)
- 1966: Die 13 Sklavinnen des Dr. Fu Man Chu (The Brides of Fu Manchu)
- 1966: Winnetou und sein Freund Old Firehand
- 1967: Liebesnächte in der Taiga
- 1969: Ein Sommernachtstraum (Le Songe d’une nuit d’été) (Fernsehfilm)
- 1970: Paul Temple – Der Apollo von Arezzo (Paul Temple: Antique Death) (Fernsehserie, 1 Folge)
- 1972: Der Lift (Fernsehfilm)
- 1974: Motiv Liebe – Die ewige Ungewißheit (Fernsehfilm)
- 1979: Die Protokolle des Herrn M. – Der letzte Schuß (Fernsehfilm)
- 2007: Winnetou darf nicht sterben (Dokumentarfilm)
- 2016: Winnetou – Der Mythos lebt (Fernseh-Dreiteiler)
- 2020: Wie die Frauen so ticken